# 2001年3月逝世人物列表
2001年逝世人物列表：1月 - 2月 - 3月 - 4月 - 5月 - 6月 - 7月 - 8月 - 9月 - 10月 - 11月 - 12月
2001年3月逝世人物列表，是用於匯總2001年3月期間逝世人物的列表。

## 依日期排序

### 1日
- 約瑟夫·西裡爾·班福德，84歲，英國商人。[1]
- Ray Dorr，59歲，美國大學橄欖球運動員（西弗吉尼亞州衛斯理大學）和教練（南伊利諾伊州、肯塔基州、德克薩斯 A&M），ALS。[2]
- Albert Heschong，82歲，美國電視、電影和戲劇製作設計師（《重量級安魂曲》獲得艾美獎藝術指導獎）。[3]
- 約翰·佩因特（John Painter），112歲，美國超百歲老人，世界上最年長的人。[4]
- 奧蘭多·潘特拉（Orlando Pantera），33歲，佛得角歌手和作曲家，急性胰腺炎。
- Hannie Termeulen，72歲，荷蘭奧運會自由泳運動員（1948年夏季奧運會銅牌得主，1952年夏季奧運會兩屆銀牌得主）。[5]
- 亨利·韋德（Henry Wade），86歲，美國律師和達拉斯縣地方檢察官，帕金森病。
- 科林·韋伯斯特（Colin Webster），68歲，威爾士國際足球運動員，癌症。[6]

### 2日
- 約翰·戴蒙德（John Diamond），48歲，英國記者，食道癌。[7]
- George F. D. Duff，74歲，加拿大數學家。
- Louis Faurer，84歲，美國街頭攝影師。[8]
- 朗尼·格洛森（Lonnie Glosson），93歲，美國鄉村音樂家，詞曲作者和電臺名人。[9]
- Wallace D. Hayes，82歲，美國工程師，世界領先的理論空氣動力學家之一。[10]
- 米爾德里德·布朗·施倫普夫（Mildred Brown Schrumpf），98歲，美國經濟學家，食品教育家和作家。
- 威廉·格蘭特·斯特拉頓，87歲，美國政治家，伊利諾伊州州長（1953-1961）。

### 3日
- 路易士·埃德蒙茲（Louis Edmonds），77歲，美國演員（《黑影》《我的孩子》），呼吸衰竭。[11]
- A·梅特蘭·埃米特，92歲，英國業餘昆蟲學家和校長。
- Maija Isola，73歲，芬蘭印花紡織品設計師。
- 加布里埃爾·利西特（Gabriel Lisette），81歲，乍得政治家。
- 傑伊·羅賓斯（Jay T. Robbins），81歲，美國空軍職業軍官。[12]
- Ruhi Sarıalp，76歲，土耳其田徑運動員和奧運獎牌得主。[13]
- 尤金·斯萊奇（Eugene Sledge），77歲，美國海軍陸戰隊員，胃癌教授。[14]

### 4日
- 傑拉爾多·巴貝羅（Gerardo Barbero），39歲，阿根廷國際象棋特級大師，癌症。
- Jean René Bazaine，96歲，法國畫家，彩色玻璃窗設計師和作家。[15]
- 克萊德·科夫曼（Clyde Coffman），89歲，美國十項全能運動員和奧運選手。[16]
- 葛籣·休斯（Glenn Hughes），50歲，美國歌手，流行樂隊The Village People成員，肺癌。[17]
- 布萊恩·鐘斯（Brian Jones），72歲，英國摩托車設計師。[18]
- 弗雷德·拉斯韋爾（Fred Lasswell），84歲，美國漫畫家（Barney Google和Snuffy Smith）。[19]
- 吉姆·羅德斯（Jim Rhodes），91歲，美國政治家（俄亥俄州第61任和第63任州長）。[20]
- 哈羅德·斯塔森（Harold Stassen），93歲，美國政治家（明尼蘇達州第25任州長）。[21]
- Kalle Tuulos，70歲，芬蘭花樣滑冰運動員和奧運選手。[22]

### 5日
- Rankin Britt，85歲，美式橄欖球運動員（德克薩斯農工大學，費城老鷹隊）。[23]
- Frans De Mulder，63歲，比利時公路賽車手。[24]
- 伊恩·麥克哈格（Ian McHarg），80歲，蘇格蘭建築師。[25]
- 里奧·湯瑪斯（Leo Thomas），77歲，美國棒球運動員。[26]

### 6日
- 馬里奧·科瓦斯（Mário Covas），70歲，巴西工程師和政治家，膀胱癌。[27]
- Luce d'Eramo，75歲，義大利作家和評論家。[28]
- Nane Germon，91歲，法國女演員。[29]
- 巴拉·穆薩·凱塔（Balla Moussa Keïta），馬里演員和喜劇演員，肺氣腫。[30]
- Ngọc Lan，44歲，越南歌手兼作詞人，多發性硬化症。
- Portia Nelson，80歲，美國歌舞表演歌手、詞曲作者、女演員（《音樂之聲》、《多利特醫生》、《我的孩子》）和作家，癌症。[31]
- Darrell A. Posey，53歲，美國人類學家和生物學家，腦腫瘤。[32]
- 吉姆·泰勒（Jim Taylor），83歲，英國足球運動員。[33]
- 金·沃克（Kim Walker），32歲，美國女演員（Heathers，Say Anything...，The Outsiders），腦瘤。

### 7日
- 弗蘭基·卡爾（Frankie Carle），97歲，美國鋼琴家，樂隊指揮和作曲家（“日出小夜曲”）。[34]
- 英格·埃德勒（Inge Edler），89歲，瑞典心臟病專家。
- 漢克·福爾德伯格（Hank Foldberg），77歲，美國橄欖球運動員（布魯克林道奇隊，芝加哥黃蜂隊）和教練。[35]
- 埃貝·尼爾森（Ebbe Nielsen），50歲，丹麥昆蟲學家和鱗翅目研究員，心臟病發作。
- 瑪麗安·諾科夫斯基（Marian Norkowski），65歲，波蘭足球運動員。[36]
- Al Palladini，57歲，加拿大政治家，心臟病發作。

### 8日
- 弗朗西斯·阿達斯金（Frances Adaskin），100歲，加拿大鋼琴家。[37]
- Abe Cohen，67歲，美國橄欖球運動員。[38]
- Ninette de Valois，102歲，英國芭蕾舞演員、教師、編舞家和古典芭蕾舞導演。[39]
- 本特·汉森，67歲，丹麥奧運足球運動員（1960年夏季奧運會男子足球銀牌得主）。[40]
- 休·馬龍（Hugh Malone），57歲，美國測量師和政治家，意外死亡。
- 路易士·羅查（Luís Rocha），63歲，巴西政治家和律師，糖尿病患者。
- Bazaryn Shirendev，88歲，蒙古歷史學家和政治家。
- 愛德華·溫特（Edward Winter），63歲，美國演員（Cabaret，Promises，Promises，M*A*S*H），帕金森病。 [41]

### 9日
- 文森特·阿洛（Vincent Alo），96歲，美國黑幫（熱那亞犯罪家族）。
- 斯賓塞·伯納德（Spencer Bernard），83歲，美國政治家。
- 蘇米特羅·佐約哈迪庫蘇莫，83歲，印尼經濟學家和政治家，普拉博沃·蘇比延多的父親，心臟衰竭。[42]
- 亨利·瓊森，88歲，瑞典奧運選手（1936年夏季奧運會男子500米銅牌得主）。[43]
- 赫爾曼·庫格爾施塔特（Hermann Kugelstadt），89歲，德國編劇和電影導演。
- Poldek Pfefferberg，87歲，波蘭裔美國大屠殺倖存者。[44]
- 吉安卡洛·普雷特（Giancarlo Prete），58歲，義大利演員，腦癌。
- 黛安·薩默菲爾德（Diane Sommerfield），51歲，美國女演員（《我們的日子》）。
- 理查·斯通（Richard Stone），47歲，美國作曲家和詞曲作者（Animaniacs，Pinky and the Brain，Freakazoid！），胰腺癌。[45]

### 10日
- 阿圖羅·阿爾卡拉斯（Arturo Alcaraz），84歲，菲律賓火山學家。
- Algodão，76歲，巴西籃球運動員和奧運獎牌得主。[46]
- 邁克爾·埃爾金斯（Michael Elkins），84歲，美國廣播員和記者（CBS，新聞週刊，BBC）。[47]
- 尼科斯·喬治亞迪斯（Nikos Georgiadis），77歲，希臘裔英國芭蕾舞、舞臺和電影佈景設計師。[48]
- 弗蘭克·馬什（Frank Marsh），76歲，美國政治家。
- 馬西莫·莫塞洛（Massimo Morsello），42歲，義大利法西斯主義者和政治創作歌手，癌症。
- 豪爾赫·雷卡爾德（Jorge Recalde），49歲，阿根廷拉力賽車手，比賽時心臟病發作。
- 弗拉基米爾·伏羅希洛夫，70歲，蘇聯和俄羅斯作家，製片人和電視主播，心臟病發作。
- 邁克爾·伍德拉夫（Michael Woodruff），89歲，英國外科醫生和科學家，器官移植手術的先驅。[49]

### 11日
- 芬恩·費納，81歲，挪威奧運帆船運動員（1952年夏季奧運會6米帆船銀牌得主）。[50]
- 拉斐拉·查孔·納爾迪（Rafaela Chacón Nardi），75歲，古巴詩人和教育家。[51]
- 約恩·奧爾丁（Jørn Ording），85歲，挪威演員和編劇。
- 泰德·施密特（Ted Schmitt），84歲，美國橄欖球運動員。

### 12日
- 陈占祥，中国城市规划师，建筑师。
- 小莫頓·唐尼（Morton Downey Jr.），67歲，美國電視名人（《小莫頓·唐尼秀》）和演員（《鐵血戰士2》），肺癌。[52]
- 戴夫·鄧納威（Dave Dunaway），56歲，美國橄欖球運動員。[53]
- 艾倫·格林（Alan Greene），89歲，美國奧運跳水運動員（1936年夏季奧運會男子3米跳板跳水銅牌得主）。[54]
- 西瓜刨，82歲，香港電影演員，糖尿病患者。[55]
- 兰斯洛特，98歲，特立尼達裔美國歌手（“朗姆酒和可口可樂”）和演員。[56]
- 亨利·李·卢卡斯（Henry Lee Lucas），64歲，美國被定罪的殺手，自然原因，心力衰竭。[57]
- 勞勃·勒德倫（Robert Ludlum），73歲，美國間諜小說作家（The Bourne Identity），被燒傷。[58]
- 西德尼·狄龍·里普利（Sidney Dillon Ripley），87歲，美國鳥類學家和環保主義者。[59]
- 維克多·韋斯特霍夫（Victor Westhoff），84歲，荷蘭植物學家。[60]

### 13日
- 李斗益，朝鮮勞動黨中央軍事委員會委員,人民軍次帥。
- 約翰·阿朗佐（John A. Alonzo），66歲，美國電影攝影師（《唐人街》《疤面煞星》《諾瑪·雷》）。[61]
- Encarnacion Alzona，105歲，菲律賓歷史學家和女權主義者。[62]
- 比尔·布兰德（Bill Bland），84歲，英國共產黨人。[63]
- Jean Bretonnière，76歲，法國演員和歌手。[64]
- 文森特·丹策（Vincent Dantzer），77歲，加拿大政治家（加拿大下議院議員，阿爾伯塔省埃德蒙頓市市長），心臟病發作。[65]
- 沃尔特·杜克斯，70歲，美國職業籃球運動員（紐約尼克斯隊、明尼阿波利斯湖人隊、底特律活塞隊）。[66]
- 本尼·馬丁（Benny Martin），72歲，美國藍草小提琴手。
- Cord Meyer，80歲，美國中央情報局官員，淋巴瘤。[67]
- 克蘭利·昂斯洛，74歲，英國政治家。[68]
- 安東尼婭·帕拉西奧斯，96歲，委內瑞拉詩人、小說家和散文家。
- 諾曼·羅德威（Norman Rodway），72歲，愛爾蘭演員（皇家莎士比亞劇團）。[69]
- 尤塔·呂迪格（Jutta Rüdiger），90歲，德國心理學家，二戰期間納粹黨德國女孩聯盟（Bund Deutscher Mädel）的負責人。

### 14日
- 梁成恩，26歲，香港警員，在執勤時被槍殺。
- Rosine Deréan，91歲，法國女演員。[70]
- 安妮·喬治（Anne George），73歲，美國作家和詩人，心臟手術期間的併發症。
- 勞倫斯·克拉克·鮑威爾（Lawrence Clark Powell），94歲，美國圖書館員、文學評論家和作家。[71]
- 保羅·雷米（Paul Rémy），78歲，法國網球運動員。[72]
- 德拉·塞霍恩（Della Sehorn），73歲，美國游泳運動員和奧運選手。[73]

### 15日
- 加埃塔諾·科齊（Gaetano Cozzi），78歲，義大利歷史學家。[74]
- Durward Gorham Hall，90歲，美國政治家（1961年至1973年擔任密蘇里州第7國會選區的美國眾議員）。[75]
- Ryszard Koncewicz，89歲，波蘭足球運動員和教練。[76]
- 亨里克·希爾德（Henrik Schildt），86歲，芬蘭-瑞典電影演員。[77]
- Ann Sothern，92歲，美國女演員（The Ann Sothern Show，Maisie，The Whales of August），中風。[78]

### 16日
- 約翰內斯·本辛（Johannes Benzing），88歲，二戰期間的德國納粹外交官和語言學家。[79]
- 奧特弗裡德·杜布納（Otfried Deubner），92歲，德國古典考古學家和外交官。
- 朱麗葉·霍特（Juliette Huot），89歲，加拿大女演員（The Plouffe Family，14，rue de Galais，鵝膏菌，金傑·科菲的運氣），癌症。[80]
- 諾瑪·麥克米倫（Norma MacMillan），79歲，加拿大卡通配音演員（《新卡斯珀卡通秀》、《甘比秀》、《戴維與歌利亞》）。[81]
- 大川功，74歲，日本商人，世嘉董事長，心臟病。[82]
- 瑪麗亞·馮·塔斯納迪（Maria von Tasnady），89歲，匈牙利歌手、舞臺和電影女演員。[83]
- 鮑勃·沃勒克（Bob Wollek），57歲，法國賽車手，自行車事故。[84]

### 17日
- 新珠三千代，71歲，日本女演員，心臟病發作。[85]
- 英格麗德·博爾森（Ingrid Borthen），87歲，挪威-瑞典舞臺和電影女演員。
- Arthur Covington，87歲，加拿大物理學家和射電天文學家。[86]
- Viktor Krivulin，56歲，俄羅斯詩人、小說家和散文家。[87]
- 梅納德·麥克（Maynard Mack），91歲，美國文學評論家和英語教授。[88]
- Sherwin Rosen，62歲，美國勞工經濟學家。[89]
- 安東尼·斯托爾（Anthony Storr），80歲，英國精神病學家、精神分析學家和作家。[90]
- 拉爾夫·湯瑪斯（Ralph Thomas），85歲，英國電影導演。[91]
- 齊娜伊達·沃羅尼娜，53歲，蘇聯體操運動員和奧運冠軍。[92]

### 18日
- 瓦西裡·阿巴耶夫（Vasily Abaev），100歲，奧塞梯族蘇聯語言學家，專門研究伊朗語。[93]
- 約翰·阿多因（John Ardoin），66歲，最佳。[94]
- 特奧菲洛·博倫達，89歲，墨西哥政治家。
- 約翰·菲力浦斯（John Phillips），65歲，美國歌手，The Mamas & the Papas的贊助者和聯合創始人，心力衰竭。[95]
- 德克·波爾德（Dirk Polder），81歲，荷蘭物理學家。[96]
- 久拉·托特（Gyula Tóth），73歲，匈牙利摔跤手。[97]

### 19日
- 戈登·布朗（Gordon Brown），53歲，蘇格蘭橄欖球聯盟球員，非霍奇金淋巴瘤。[98]
- 鲍里斯·格雷戈尔卡，94歲，南斯拉夫奧林匹克體操運動員（1928年夏季奧運會銅牌得主，1936年夏季奧運會銅牌得主）。[99]
- 查理斯·詹森（Charles K. Johnson），76歲，美國平地學家（國際平地研究學會主席）。[100]
- 沃爾特·伊恩·哈伍德·約翰斯頓（Walter Ian Harewood Johnston），71歲，澳大利亞生殖醫學先驅，喉癌。[101]
- 赫比·鐘斯（Herbie Jones），75歲，美國爵士小號手和編曲家。[102]
- 雅各·凱寧（Jacob Kainen），91歲，美國畫家和版畫家。[103]
- 諾曼·米切爾（Norman Mitchell），82歲，英國演員（《It Ain't Half Hot Mum》《Oliver！》《Beryl's Lot》）。[104]

### 20日
- 路易斯·阿爾瓦拉多（Luis Alvarado），52歲，波多黎各棒球運動員，心臟病發作。[105]
- 傑伊·卡梅隆（Jay Cameron），72歲，美國爵士音樂家。
- 羅納德·切特溫德-海耶斯（Ronald Chetwynd-Hayes），81歲，英國作家，支氣管肺炎。[106]
- 多琳·戈爾斯基（Doreen Gorsky），88歲，英國政治家，女權主義者和電視製片人兼執行官（BBC電視台）。[107]
- 約翰·J·亨尼西（John J. Hennessey），79歲，美國陸軍上將，中風。
- 弗兰克·雷诺兹（Frank Reynolds），83歲，英國和英國曲棍球運動員和奧運選手。[108]
- Ilie Verdeț，75歲，羅馬尼亞共產主義政治家，心臟病發作。[109]

### 21日
- 多拉·阿隆索（Dora Alonso），90歲，古巴記者和作家。
- 莫裡斯·阿雷克斯（Maurice Arreckx），83歲，法國政治家，癌症。[110]
- 克勞斯·博克·漢森（Claus Bork Hansen），37歲，丹麥有組織犯罪人物，被槍殺。
- Virgil Hnat，65歲，羅馬尼亞手球運動員和教練，心力衰竭。
- 比爾·約翰森（Bill Johansen），72歲，加拿大職業冰球運動員（多倫多楓葉隊）。[111]
- 鄭周永，85歲，韓國企業家，商人和現代集團創始人，肺炎。[112]
- 維姆·范德克羅夫特，84歲，荷蘭皮划艇運動員和奧運獎牌得主。[113]
- 比利·雷·史密斯（Billy Ray Smith），66歲，美式橄欖球運動員。[114]
- 安東尼·斯蒂爾（Anthony Steel），80歲，英國演員和歌手（《木馬》《馬爾他故事》《桑給巴爾以西》《檢查站》），心力衰竭。[115]
- 喬·溫克勒（Joe Winkler），79歲，美國橄欖球運動員。[116]

### 22日
- Stepas Butautas，75歲，立陶宛籃球運動員。[117]
- 萨比哈·格克琴，88歲，土耳其第一位女飛行員，也是世界上第一位女戰鬥飛行員。[118]
- 威廉·汉纳（William Hanna），90歲，美國動畫師（Tom & Jerry，The Flintstones，Scooby-Doo），漢娜·巴貝拉（Hanna-Barbera）喉癌的聯合創始人。[119]
- 紐特·金博爾，85歲，美國棒球運動員。[120]
- 巴里·麥克斯韋，第12代法納姆男爵（Barry Maxwell,Baron Farnham），69歲，英國貴族。[121]
- 羅爾夫·比爾格·佩德森（Rolf Birger Pedersen），61歲，挪威足球運動員和足球教練。[122]
- 愛德華·撒母耳·史密斯（Edward Samuel Smith），81歲，美國聯邦法官。[123]
- 托比·溫（Toby Wing），85歲，美國女演員和明星（Palmy Days，True Confession）。[124]

### 23日
- 毕克，69歲，中国配音员和译制导演。
- 安東尼·貝文斯（Anthony Bevins），58歲，英國記者，肺炎。[125]
- 薩利·博亞爾（Sully Boyar），77歲，美國演員（《下午》，《洗車》，《阿帕奇堡》，《布朗克斯》，《普里齊的榮譽》）。[126]
- 路易士·杜德克（Louis Dudek），83歲，加拿大詩人、學者和出版商。[127]
- 羅蘭·埃文斯（Rowland Evans），79歲，美國記者和電視節目主持人（埃文斯，諾瓦克，亨特和希爾茲），食道癌。[128]
- 亞瑟·哈斯勒（Arthur D. Hasler），93歲，美國生態學家，以解釋鮭魚的歸巢本能而聞名。[129]
- 威利·霍恩（Willie Horne），79歲，英國橄欖球聯盟球員。
- 瑪格麗特·厄休拉·鐘斯（Margaret Ursula Jones），84歲，英國考古學家，以指導埃塞克斯郡穆金（Mucking）的發掘工作而聞名。[130]
- 羅伯特·拉克索爾特，巴斯克裔美國作家。[131]
- David McTaggart，68歲，加拿大環保主義者，綠色和平組織聯合創始人，車禍。
- 卡利斯·奧佐爾斯（Karlis Ozols），88歲，二戰期間的拉脫維亞黨衛軍軍官和國際象棋冠軍。
- Mischa Richter，91歲，美國漫畫家和插畫家。[132]

### 24日
- Debabrata Basu，76歲，印度統計學家。[133]
- 鮑裡斯·柏林（Boris Berlin），93歲，俄裔加拿大鋼琴家，教師和作曲家。[134]
- N. G. L. Hammond，93歲，英國古典學者。[135]
- Tambi Larsen，86歲，丹麥裔美國佈景設計師。
- 老松一吉，89歲，日本花樣滑冰運動員、教練和奧運選手。[136]
- Karl Schönböck，92歲，奧地利演員，中風。
- 布萊恩·特魯布肖（Brian Trubshaw），77歲，英國試飛員（協和式飛機）。[137]
- 穆里爾·楊（Muriel Young），77歲，英國電視播音員、主持人和製片人。[138]
- Birgit Åkesson，93歲，瑞典編舞家、舞蹈家和舞蹈研究員。

### 25日
- 多米尼克·巴索（Dominick Basso），63歲，美國黑幫（Chicago Outfit）和博彩公司。
- 特裡·約翰斯頓（Terry C. Johnston），54歲，美國舊西部作家，結直腸癌。[139]
- 拉裡·蘭斯伯格（Larry Lansburgh），89歲，美國製片人、導演和編劇。
- Tiger Prabhakar，53歲，印度電影演員，多器官功能障礙綜合征。
- 馬修斯·普龍克（Mattheus Pronk），53歲，荷蘭賽車手。[140]
- 羅伊·斯塔利（Roy Staley），85歲，美國跨欄運動員。[141]

### 26日
- 邁克爾·科克斯（Michael Cocks），71歲，英國政治家。[142]
- 布伦达·赫尔泽（Brenda Helser），76歲，美國奧運游泳運動員（1948年夏季奧運會女子4米×100米自由泳接力金牌得主）。[143]
- 拉扎爾·西利奇（Llazar Siliqi），77歲，阿爾巴尼亞詩人。
- 彼得·索博欽斯基（Piotr Sobociński），43歲，波蘭電影攝影師（《三種顏色：紅色》、《贖金》、《馬文的房間》），心臟病發作。
- 比爾·耶茨（Bill Yates），79歲，美國漫畫家和連環畫編輯，肺炎和阿爾茨海默病的併發症。[144]

### 27日
- 肯尼斯·亞歷山大爵士（Sir Kenneth Alexander），79歲，蘇格蘭經濟學家。[145]
- 安東尼·德克斯特（Anthony Dexter），88歲，美國演員（瓦倫蒂諾，約翰·史密斯船長和波卡洪塔斯，黑海盜，人類的故事），中風。[146]
- 羅伯特·李·馬西（Robert Lee Massie），59歲，美國被定罪的殺人犯，注射死刑。[147]
- 鮑里斯·勞申巴赫（Boris Rauschenbach），86歲，蘇聯物理學家和火箭工程師。
- Giorgio Zuccoli，43歲，義大利遊艇賽車手和奧運選手。[148]
- 特雷扎·施塔德勒（Tereza Štadler），64歲，塞爾維亞和南斯拉夫國際象棋選手。

### 28日
- 吉姆·本頓（Jim Benton），84歲，美式橄欖球運動員，癌症。[149]
- 喬治·康納（George Connor），94歲，美國賽車手。
- Moe Koffman，72歲，加拿大長笛演奏家和薩克斯管演奏家，癌症。[150]
- 康斯坦丁·馮·列支敦斯登，89歲，列支敦斯登王子和高山滑雪運動員。
- 莉莲·帕尔默（Lillian Palmer），87歲，加拿大運動員和奧運會銀牌得主。[151]
- Vulo Radev，78歲，保加利亞電影導演、作家和攝影師。[152]
- 約爾根·斯科夫（Jørgen Skov），75歲，丹麥電影攝影師。
- 詹姆斯·沃倫（James Warren），88歲，美國電影演員和藝術家。

### 29日
- 愛德華·弗雷德里克·安德森（Edward Frederick Anderson），69歲，美國植物學家。
- Malani Bulathsinhala，51歲，斯里蘭卡歌手。
- 戈登·哈恩（Gordon Hahn），81歲，美國政治家（加利福尼亞州議會洛杉磯市議會）。[153]
- 羅蘭多·埃爾南德斯（Rolando Hernández），86歲，墨西哥職業摔跤手和摔跤教練，心臟病發作。
- Helge Ingstad，101歲，挪威作家和探險家，北美維京人登陸點的發現者。[154]
- 約翰·路易斯（John Lewis），80歲，美國爵士鋼琴家（現代爵士四重奏），癌症。[155]
- 霍利斯·西格勒（Hollis Sigler），53歲，美國藝術家和畫家，乳腺癌患者。[156]
- 諾曼·西西斯基（Norman Sisisky），73歲，美國政治家，肺癌。[157]
- 山本浩二，48歲，日本籃球運動員和奧運選手。[158]

### 30日
- 法蒂烏·阿德莫拉·阿克索德（Fatiu Ademola Akesode），61歲，奈及利亞兒科教授。
- 賽勒斯·赫茨爾·戈登（Cyrus Herzl Gordon），92歲，美國學者。[159]
- 傑弗里·馬斯（Jeffrey Mass），60歲，美國學者、歷史學家、作家和日本學家。[160]
- 喬治·穆奇（George Mutch），88歲，蘇格蘭足球運動員。[161]

### 31日
- Jean-Marc Bory，67歲，瑞士演員。[162]
- 迭戈·加西亞（Diego García），39歲，西班牙長跑運動員和奧運選手，心臟病發作。[163]
- 愛德華·朱斯伯里（Edward Jewesbury），83歲，英國演員（《亨利五世》《皇冠法庭》《龍與地下城》）。
- 瑙姆·梅曼（Naum Meiman），88歲，蘇聯數學家，持不同政見者。
- 大衛·洛卡斯爾，33歲，英國職業足球運動員，非霍奇金淋巴瘤。[164]
- 克利福德·舒爾（Clifford Shull），85歲，美國諾貝爾物理學獎獲得者。[165]
- 科萊特·湯瑪斯（Colette Thomas），72歲，法國游泳運動員和奧運選手。[166]
- 中村歌右衛門 (6代目)，84歲，日本歌舞伎表演者。
- 亞瑟·傑弗里·沃克（Arthur Geoffrey Walker），91歲，英國數學家。[167]